# Бурнинская Вихоря
Бурнинская Вихоря — посёлок в Братском районе Иркутской области России. Входит в состав Кобляковского сельского поселения. Находится на левом берегу реки Вихорева, примерно в 7 км (по прямой) к северо-западу от районного центра, города Братска, на высоте 329 метров над уровнем моря.

## Население
По данным Всероссийской переписи, в 2010 году численность населения посёлка составляла 312 человек (160 мужчин и 152 женщины).
| 2002 | 2010 | 2011 | 2012 |
| ---- | ---- | ---- | ---- |
| 375  | ↘312 | ↘310 | ↗314 |

## Улицы
Уличная сеть посёлка состоит из 6 улиц.